# Лъгадински хамам
Лъгадинският хамам (на гръцки: Τουρκικό Λουτρό) е хамам, османска обществена баня, в южномакедонския град Лъгадина, Гърция.
Банята се състои от две последователни сводести помещения – едно осмоъгълно и едно четириъгълно и е в сърцето на модерния комплекс Лъгадински бани. Първата строителна фаза на хамама вероятно е в първата половина на XVI век, макар да има становища, че банята е по ранна - от първите години на османската власт или византийска. Осмоъгълното помещение е по-старо, а четириъгълното е по-късно, създадено вероятно след 1670 година. Оформлението на двете помещения обаче е еднакво. Според османския пътешественик Евлия Челеби от XVII век на лечебните извори в Лъгадина през летните месеци се събират хора от цяла Македония.
В 1983 година хамамът е обявен за паметник на културата.